# Jan Vacík
Jan Vacík (* 1950 Praha) je český operní pěvec (tenor). Je držitelem Ceny Thálie v oboru opera za rok 2003 a jeho manželka je Maida Hundeling, německá operní pěvkyně a také držitelka Ceny Thálie v oboru opera za rok 2017.

## Život
Jan Vacík se narodil v Praze a na Pražské konzervatoři vystudoval hru na housle, hoboj a kompozici. Když v roce 1985 emigroval do Západního Německa, začal v Mnichově studovat zpěv u profesorky Elsy Domberger-Widmayer. Poté co zemřela, odešel do Itálie, kde obdržel stipendium na Academia Verdiana a studoval u Carla Bergonzila. Dále pokračoval na Corale Verdi v Parmě a i zde obdržel stipendium a učil se u Charlotte Lehmann. Jeho debutní vystoupení bylo v milánské La Scale, kde se představil v roli Polluxe v opeře Láska Danaina od Richarda Strausse. Do La Scaly se ještě vrátil v roce 1999, 2000 a 2002. Protože mu profesor Wolfgang Sawallisch nabídl nabídku, nastoupil v roce 1988 do angažmá v Bavorské státní opeře, kde působil jako sólista do roku 1993. Následně vystupoval také v zahraničních operních domů ve městech například jako Drážďany, Eindhoven, Essen, Florencie, Hongkong, Kodaň, Lille, Lipsko, Lisabon, Lyon, Modena, Nagoja, Palermo, Parma, Rotterdam, Řím, Stuttgart, Tel Aviv, Tokio, Varšava, Vídeň, Ženeva a v mnoha dalších. Hostoval i ve Státní opeře v Praze, Národním divadle Moravskoslezském v Ostravě, Národním divadle v Brně a ve Slovenském národním divadle v Bratislavě. Je také pravidelným hostem pražského Národního divadla, kde se představil například v rolích Matěje Broučka ve Výletech páně Broučkovy, titulní roli v Daliborovi, Heroda v Salome, Janakose v Řeckých pašijích, Laci v Její pastorkyni a Živného v Osudu. Během znovuotevření Stavovského divadla v Praze zpíval Dona Ottavia v Donu Giovanni. Kromě vystupování v divadlech spolupracuje i s rozhlasovými a televizními stanicemi a nahrává CD pro přední nahrávací společnosti.
Za rok 2003 obdržel cenu Thálie v oboru opera za ztvárnění role Matěje Broučka v opeře Výlety páně Broučkovy v Národním divadle v Praze.